# 滨湖瓦京
滨湖瓦京是德国巴伐利亚州的一个市镇。总面积48.87平方公里，总人口6443人，其中男性3159人，女性3284人（2011年12月31日），人口密度132人/平方公里。